# Lidia Șimon
Lidia Elena Șimon (ur. 4 września 1973 w Târgu Cărbunești) – rumuńska lekkoatletka, biegaczka długodystansowa specjalizująca się w maratonach. Srebrna medalistka olimpijska i pięciokrotna olimpijka (Atlanta, Sydney, Ateny, Pekin, Londyn), złota i dwukrotna brązowa medalistka mistrzostw świata, brązowa medalistka mistrzostw Europy.

## Przebieg kariery
W 1991 wystąpiła na mistrzostwach Europy do lat 20, gdzie wystartowała w konkurencji biegu na dystansie 10 000 metrów i zajęła 4. pozycję. W kolejnych latach była uczestniczką rozgrywanych w Helsinkach mistrzostw Europy, jak również mających miejsce w Göteborgu mistrzostw świata – w obu czempionatach startowała w konkurencji maratonu i za każdym razem zajmowała 10. pozycję w tabeli wyników.
W 1996 zadebiutowała na igrzyskach olimpijskich. W konkurencji maratonu uzyskała czas 2:31:04 i zajęła 6. pozycję.
W latach 1996–2000 czterokrotnie sięgała po medale mistrzostw świata w półmaratonie. Srebrny wywalczyła na mistrzostwach w Palma de Mallorca, brązowe zaś na mistrzostwach rozgrywanych kolejno w Koszycach, Zurychu oraz Veracruz. W 1997 otrzymała brązowy medal mistrzostw świata (w konkurencji maratonu), rok później tego samego koloru krążek zdobyła na rozgrywanych w Budapeszcie mistrzostwach Europy (w konkurencji biegu na 10 000 m). W 1999 roku ponownie została brązową medalistką mistrzostw świata.
Podczas rozgrywanych w Sydney igrzysk olimpijskich udało jej się zdobyć srebrny medal, w swej konkurencji osiągnęła rezultat czasowy 2:23:22 – do zwyciężcyzni Naoko Takahashi straciła zaledwie osiem sekund.
Brała udział na mistrzostwach świata w Edmontonie, gdzie zdobyła złoty medal, w finale konkurencji maratonu uzyskując czas 2:26:01. Trzy lata później uczestniczyła w igrzyskach olimpijskich w Atenach, na których nie zdołała ukończyć biegu maratońskiego (przebiegła zaledwie co najmniej 10 kilometrów).
W latach 2005–2007 startowała głównie w zawodach niższej rangi, jednak uczestniczyła w rozgrywanych w Osace mistrzostwach świata, na których zajęła 5. pozycję.
Na igrzyskach olimpijskich w Pekinie uzyskała rezultat 2:27:51, z którym uplasowała się na 8. pozycji w tabeli wyników. Natomiast na igrzyskach w Londynie ukończyła bieg maratoński z czasem 2:32:46 i zajęła 44. pozycję.

## Osiągnięcia
| Rok     | Zawody                            | Miasto            | Miejsce | Kategoria        | Wynik    |
| ------- | --------------------------------- | ----------------- | ------- | ---------------- | -------- |
| 1991    | Mistrzostwa Europy juniorów       | Ateny             | 4.      | bieg na 10 000 m | 35:33,05 |
| 1994    | Mistrzostwa Europy                | Helsinki          | 10.     | maraton          | 2:36:14  |
| 1995    | Mistrzostwa świata                | Göteborg          | 10.     | maraton          | 2:33:18  |
| 1996    | Letnie igrzyska olimpijskie       | Atlanta           | 6.      | maraton          | 2:31:04  |
| 1996    | Mistrzostwa świata w półmaratonie | Palma de Mallorca | 2.      | półmaraton       | 1:10:57  |
| 1997    | Mistrzostwa świata                | Ateny             | 3.      | maraton          | 2:31:55  |
| 1997    | Mistrzostwa świata w półmaratonie | Koszyce           | 3.      | półmaraton       | 1:09:05  |
| 1998    | Mistrzostwa Europy                | Budapeszt         | 3.      | bieg na 10 000 m | 31:32,64 |
| 1998    | Mistrzostwa świata w półmaratonie | Zurych            | 3.      | półmaraton       | 1:08:58  |
| 1999    | Mistrzostwa świata                | Sewilla           | 3.      | maraton          | 2:27:41  |
| 2000    | Letnie igrzyska olimpijskie       | Sydney            | 2.      | maraton          | 2:23:22  |
| 2000    | Mistrzostwa świata w półmaratonie | Veracruz          | 3.      | półmaraton       | 1:10:24  |
| 2001    | Mistrzostwa świata                | Edmonton          | 1.      | maraton          | 2:26:01  |
| 2004    | Letnie igrzyska olimpijskie       | Ateny             | DNF     | maraton          | N/A      |
| 2007    | Mistrzostwa świata                | Osaka             | 5.      | maraton          | 2:31:26  |
| 2008    | Letnie igrzyska olimpijskie       | Pekin             | 8.      | maraton          | 2:27:51  |
| 2009    | Mistrzostwa świata                | Berlin            | 21.     | maraton          | 2:32:03  |
| 2010    | Mistrzostwa Europy                | Barcelona         | 9.      | maraton          | 2:36:52  |
| 2012    | Letnie igrzyska olimpijskie       | Londyn            | 44.     | maraton          | 2:32:46  |
| Źródło: |                                   |                   |         |                  |          |

## Rekordy życiowe
- bieg na 10 000 m – 31:32,64 (19 sierpnia 1998, Budapeszt)
- chód na 10 km – 32:30 (31 maja 1999, Boulder)
- chód na 15 km – 49:23 (8 lipca 2007, Utica)
- chód na 20 km – 1:09:22 (8 października 2006, Debreczyn)
- półmaraton – 1:08:34 (10 stycznia 2000, Tokio)
- maraton – 2:22:54 (30 stycznia 2000, Osaka)

Źródło: 